# Chálid bin Abd al-Azíz
Chálid bin Abd al-Azíz (13. února 1913 Rijád – 13. června 1982, tamtéž) byl čtvrtým králem Saúdské Arábie. Vládl zemi v letech 1975 až 1982.
Na trůn nastoupil po zavraždění krále Fajsala. Jeho moc mírně oslabila ve prospěch princů. Soustředil se na rozvoj školství, za jeho vlády vzniklo mnoho nových škol, včetně Univerzity krále Fajsala. Chálidova vláda byla charakteristická uvolněním napětí v zemi, když propustil politické vězně z Fajsalovy éry a přerozdělil část státních peněz chudým. Rostlo však napětí náboženské, zejména kvůli diskriminaci náboženských skupin (hlavně ší'itů ve Východní provincii, kteří pořádali v letech 1979–1980 mohutné demonstrace). V jeho éře začal rovněž růst problém radikálních náboženských skupin. Roku 1979 například čelil obsazení mešity Al-Masdžid al-Harám islámskou sektou, která prohlásila, že jeden z jejích členů je prorokovaný Mahdí a že ho všichni muslimové musí poslouchat. Zajali přitom řadu rukojmích. Chálid použil proti skupině ozbrojenou sílu, 63 rebelů bylo záhy popraveno.
Výrazným mezinárodněpolitickým Chálidovým úspěchem byla dohoda s Ománem o sporných hranicích roku 1975. Posílil rovněž vazby s Bahrajnem, Kuvajtem, Katarem a Spojenými arabskými emiráty. Uvítal íránskou revoluci a pokusil se o porozumění, avšak šíítsko-sunnitská bariéra to znemožnila. Proto podporoval Irák v irácko-íránské válce.
Chálida v den jeho smrti na infarkt myokardu 13. června 1982 nahradil král Fahd.

## Vyznamenání
- velkokříž Řádu za občanské zásluhy – Španělsko, 15. února 1974[1]
- Královský Viktoriin řetěz – Spojené království, 1981
- rytíř Řádu Serafínů – Švédsko, 20. ledna 1981
- velkokříž s řetězem Řádu Karla III. – Španělsko, 15. června 1981[2]
- čestný člen Řádu říšské koruny – Malajsie, 1982[3]